# 費達德
費達德（德語：Goffredo Frederix；1866年7月19日—1938年6月18日），是天主教荷蘭籍主教及聖母聖心會會士。曾分別出任甘肅北境宗座代牧區宗座代牧（1920年-1922年）及寧夏寧夏宗座代牧區宗座代牧（1922年-1930年）。

## 生平
費達德出生於1866年7月19日，在荷蘭林堡省魯爾蒙德阿弗登。1889年，他23歲時加入聖母聖心會。1892年4月3日，費達德在22歲時晉鐸。
1920年6月29日，費達德在53歲時獲時任教宗本篤十五世任命為甘肅北境宗座代牧區宗座代牧，領銜阿爾及利亞塔加斯特教區主教。1920年6月29日，費達德在魯爾蒙德聖克里斯多福主教座堂晉牧，後前往中國就任。
1922年3月14日，聖座從西南蒙古宗座代牧區劃分出寧夏省成立寧夏宗座代牧區，並改任費達德主教為寧夏宗座代牧區宗座代牧。1930年3月21日榮休，由石揚休接任成為寧夏宗座代牧區宗座代牧。
1938年6月18日，費達德主教在中華民國內蒙古去世，年71歲。